# Caloptilia invariabilis
Caloptilia invariabilis är en fjärilsart som först beskrevs av Braun 1927.  Caloptilia invariabilis ingår i släktet Caloptilia och familjen styltmalar. Inga underarter finns listade i Catalogue of Life.